# Seguridad en Internet
La seguridad en internet es la seguridad informática. Para estar verdaderamente seguros tenemos que prescindir de algunas cosas, una de ellas es el internet; el estar conectados a la red ya nos hace vulnerables.  Específicamente relacionada con Internet, a menudo incluyendo la  seguridad de los navegadores pero además la seguridad de redes en un nivel más general, ya que se aplica a otras aplicaciones o sistemas operativos como un conjunto. Su objetivo es establecer reglas y medidas que usar contra ataques en Internet. Internet representa un canal inseguro de intercambio de información incluyendo un alto riesgo de intrusión o fraude, al igual que de phishing. Se han estado utilizando diferentes métodos para proteger la transferencia de datos, incluyendo cifrado.

## Peligros

### Virus
Un usuario puede ser engañado o forzado a descargar programas en su ordenador con intenciones dañinas. Dichos software pueden aparecer de distintas formas, tal como virus, troyanos, spyware o gusanos.
- Malware, abreviación de software malicioso, es cualquier programa utilizado para cambiar o dañar la forma en la que opera el ordenador, conseguir información u obtener acceso a sistemas privados del ordenador. El malware está definido por su intención maliciosa, actuando contra las intenciones del usuario, y no incluye software que cause daño inintencionado debido a alguna deficiencia. El término badware se utiliza a veces, y se aplica a ambos casos, tanto al malware malintencionado como al software que causa un daño sin ser ésta su intención
- Un botnet es una red de ordenadores zombi que han sido tomados por un robot o bot que lleva a cabo ataques a gran escala para el creador del botnet.
- Los virus informáticos son programas que pueden replicar sus estructuras o efectos infectando otros archivos o estructuras en un ordenador. El uso más frecuente de un virus es controlar un ordenador para robar información.
- Los gusanos informáticos son programas que pueden replicarse a través de una red de ordenadores, llevando a cabo tareas maliciosas.
- Un ransomware es un tipo de malware que restringe el acceso al sistema del ordenador que infecta y demanda al usuario el pago de un rescate al creador del malware para que se elimine dicha restricción.
- El scareware es un software de estafa, normalmente con un beneficio limitado o inexistente, que se vende a los consumidores a través de estrategias de marketing poco éticas. Se utiliza el shock, la ansiedad o el miedo que produce a los usuarios para lograr su objetivo.
- Los spyware son programas espía que monitorizan la actividad de un ordenador y envían la información obtenida a otras personas sin el consentimiento del usuario.
- Un troyano es, en términos generales, un software que se hace pasar por un programa inofensivo para que el usuario lo descargue en su ordenador.

### Ataques de denegación de servicios
Un ataque de denegación de servicio también llamado ataque DoS (siglas en inglés de denial of service) o DDoS (de distributed denial of service), es un intento para hacer que uno de los recursos de un ordenador quede inutilizado para su usuario. A pesar de que los motivos, las formas de llevarlo a cabo o las víctimas de un ataque DoS pueden variar, generalmente consiste en hacer que una página de Internet o un servicio web concreto deje de funcionar correctamente de forma temporal o indefinida. Según empresas que participaron en una encuesta de seguridad internacional de empresas, el 25 % de los encuestados experimentaron un ataque DoS en 2007 y un 16,8 % en 2010.
03.12.2020

### Phishing
El phishing ocurre cuando el atacante se hace pasar por una entidad segura, ya sea vía correo electrónico o a través de una página web. Las víctimas son guiadas hacia webs falsas que aseguran ser totalmente legítimas a través de correo electrónico, mensajería instantánea y otros medios. A menudo se utilizan tácticas como el email spoofing para que los correos parezcan de remitentes legítimos, o largos y complejos subdominios que esconden al verdadero propietario de la página.  Según la aseguradora RSA, el phising costó un total de 1,5 billones de dólares en 2012.

### Vulnerabilidades de aplicaciones
Algunas aplicaciones utilizadas para acceder a recursos de internet pueden tener vulnerabilidades de seguridad como pueden ser memory safety bugs o pruebas de autentificación dañinas. El más peligroso de estos errores puede dar a los atacantes de la red control total sobre el ordenador. La mayor parte de las aplicaciones de seguridad son incapaces de defenderse adecuadamente a este tipo de ataques.

## Remedios

### Network layer security
Los protocolos TCP/IP se pueden asegurar con métodos de encriptación y protocolos de seguridad. Estos protocolos incluyen Secure Sockets Layer (SSL), seguido por Transport Layer Security (TLS) para tráfico web, Pretty Good Privacy (PGP) para correo electrónico, e IPsec para la seguridad de la red.

### Protocolo de Seguridad Internet (IPsec)
IPsec está diseñado para proteger la comunicación TCP/IP de forma segura. Es un set de extensiones de seguridad desarrolladas por el Grupo de trabajo de ingeniería de Internet, en inglés Internet Engineering Task Force (IETF). Proporciona seguridad y autentificación en la capa IP transformando sus datos usando la encriptación. Hay dos tipos principales de transformación que conforman las bases del IPsec: la Authentication Header (AH) y el ESP. Estos dos protocolos proporcionan integridad de datos, autentificación de su origen y servicio anti-replay. Estos protocolos pueden ser utilizados solos o combinados para proporcionar el set de servicios de seguridad deseado para el Protocolo de Internet (IP).
Los componentes básicos de la arquitectura de la seguridad IPsec son descritos según las siguientes funcionalidades:
- Protocolos de seguridad para AH y ESP.
- Asociación de seguridad para la política de gestión y procesamiento del tráfico.
- Gestión manual y automática para el Internet Key Exchange (IKE).
- Algoritmos para autentificación y encriptación.

El set de servicios de seguridad proporcionado en la capa IP incluye acceso al control, integridad del origen de datos, protección contra replays y confidencialidad. El algoritmo permite a estos sets trabajar de forma independiente sin afectar otras partes de la implementación. La implementación IPsec es operada en un host o ambiente seguro para darle protección al tráfico IP.

### Token de seguridad
Algunos sitios en línea ofrecen a los clientes la opción de usar un código de seis dígitos que cambia de forma aleatoria cada 30-60 segundos en un token de seguridad. Las claves en el token seguro tienen computaciones construidas matemáticamente y manipulan números basados en la hora actual reflejada en el dispositivo. Esto quiere decir que a cada treinta segundos hay solamente una serie de números posibles que deben ser introducidos correctamente para validar el acceso a la cuenta en línea. La página en la que el usuario está entrando sabría el número de serie de ese dispositivo y conocería la computación y hora correcta reflejada en el dispositivo para verificar que el número introducido es uno de los números de seis dígitos que funciona en ese periodo de 30-60 segundos concreto. Después de ese tiempo el aparato presentará unos seis dígitos aleatorios nuevos que pueden ser utilizados para entrar en la página.

### Seguridad de correo electrónico

#### Introducción
Los correos electrónicos se componen, envían, y guardan en un proceso de varios pasos que comienza con la composición del mensaje. Cuando el usuario termina de redactar el correo y lo envía, el mensaje es transformado a un formato estándar: un mensaje RFC 2822. Después el mensaje puede ser transmitido. Usando una conexión a internet, el cliente de correo electrónico, referido como Mail User Agent (MUA), se conecta a un agente de transferencia de correo (MTA) que opera en el servidor de correo. El cliente de correo proporciona la identidad del remitente al servidor. A continuación, usando los comandos del servidor de correo, el remitente envía la lista de receptores al servidor. En ese momento el cliente suministra el mensaje. Una vez que el servidor recibe y procesa el correo, ocurren varias cosas: se identifica el servidor del receptor, se establece la conexión y se transfiere el mensaje. Usando servicios de Domain Name System (DNS), el servidor de correo del remitente determina el servidor para el/los receptor(es). Entonces el servidor abre una conexión con el servidor de correo del destinatario y envía el mensaje empleando un proceso similar al usado por el cliente del remitente, entregando el mensaje al receptor.

#### Pretty Good Privacy (PGP)
Pretty Good Privacy proporciona confidencialidad encriptando mensajes antes de ser transmitidos o archivos antes de ser guardados usando un algoritmo llamado Triple DES o CAST-128. Los correos electrónicos pueden protegerse usando criptografía de varias formas, tales como las siguientes:
- Firmando el mensaje para asegurar su integridad y confirmar la identidad de la persona que lo envía.
- Encriptando el cuerpo del correo para asegurar su confidencialidad.
- Encriptando las comunicaciones entre servidores para proteger tanto la confidencialidad del cuerpo como del encabezado del mensaje.

Los primeros dos métodos, la firma del mensaje y la encriptación de su cuerpo se utilizan juntos muy a menudo; sin embargo, la encriptación de transmisiones entre servidores de correo se suele utilizar únicamente cuando dos organizaciones quieren proteger los correos electrónicos que se envían de forma regular entre ellos. Por ejemplo, estas organizaciones pueden establecer una red privada virtual (VPN) para encriptar las comunicaciones entre sus servidores de correo por Internet.  A diferencia de métodos que sólo pueden encriptar el cuerpo de un mensaje, un VPN puede encriptar mensajes enteros incluyendo su encabezado e información como la identidad de quién lo envía, quien lo recibe y el asunto. En algunos casos las organizaciones pueden necesitar proteger esta información. Sin embargo, una VPN no puede proporcionar un mecanismo de firma de mensajes ni protección de estos a través del trayecto que realizan hasta que llegan a su destino.

#### Multipurpose Internet Mail Extensions (MIME)
MIME transforma datos que no son ASCII de la web del remitente Network Virtual Terminal (NVT) ASCII y los envía al cliente Simple Mail Transference Protocol (SMTP) para ser enviados a través de internet.  El servidor SMTP del lado del receptor recibe los datos NVT ASCII y los envía a MIME para volver a ser transformados en los originales non-ASCII data.

#### Message Authentication Code
Un código de autentificación de mensajes (MAC) es un método de criptografía que usa una clave secreta para encriptar un mensaje. Este método proporciona un valor MAC que puede ser desencriptado por el receptor usando la misma clave secreta que usó el remitente. El Código de Autentificación de Mensaje protege tanto la integridad de datos del mensaje como su autenticidad.

### Firewalls
El firewall de un ordenador controla el acceso entre redes. Generalmente consiste en varios accesos y filtros los cuales varían de un cortafuegos a otro. Los firewalls también leen el tráfico de una red y son capaces de bloquear parte de ese tráfico si considera que puede ser peligroso. Los firewall actúan como servidor intermediario entre las conexiones de SMTP y el Hypertext Transfer Protocol (HTTP).

#### Papel de los firewalls en la seguridad web
Los firewalls imponen restricciones en paquetes de red entrantes y salientes de y hacia redes privadas. Este tráfico debe pasar a través de un firewall y solamente el tráfico autorizado atravesarlo. Los firewalls pueden crear checkpoints entre una red interna privada e Internet, también conocidos como “choke points”. Los firewalls pueden crear choke points basados en la IP de origen y el número de puerto TCP. También pueden servir como plataforma para IPsec. Usando un modo túnel, el firewall puede ser usado para implementar VPNs. También pueden limitar la exposición red escondiendo el sistema interno de red e información de Internet.

#### Tipos defirewall

##### Packet filter
Un packet filter es un firewall de la primera generación que procesa el tráfico de red procesándolo “paquete por paquete”. Su trabajo principal es filtrar el tráfico de una IP remota por lo que se necesita un router para conectar la red internta a Internet. El router se conoce como screening router, el cual visualiza paquetes saliendo y entrando en la red.

#### Inspección del estado del paquete
En un cortafuegos stateful el circuit-level Gateway es un servidor proxy que opera en el nivel red de un modelo de interconexión de sistemas abiertos (OSI) que inactivamente define el tráfico que será permitido. Los circuitos proxys permitirán pasar paquetes de red que contienen un número de puerto, si el puerto es permitido por el algoritmo. La principal ventaja de un servidor proxy es la habilidad de proporcionar una Traducción de Direcciones de Red (NAT), la cual puede esconder la dirección IP del usuario de forma efectiva protegiéndolo así de Internet.

#### Application-level Gateway
Los apllication-level firewalls son cortafuegos de tercera generación, donde un servidor proxy opera en la cima del modelo OSI, al nivel de aplicación IP suite. Un paquete red se transmite solamente si la conexión se establece usando un protocolo conocido. Application-level gateways son notablemente eficientes analizando mensajes enteros en lugar de paquetes individuales de datos cuando estos datos están siendo enviados o se reciben.

### Elección de buscador
Las estadísticas sobre buscadores web tienden a afectar la forma en la que se explota un buscador. Por ejemplo, Internet Explorer 6, el cual solía controlar la mayoría del mercado de buscadores en internet, es considerado extremadamente inseguro  ya que sus vulnerabilidades fueron explotadas al máximo debido a su popularidad. Desde que hay más variedad de buscadores entre los que escoger el número de usuarios está más distribuido (Internet Explorer 28,5%, Firefox 18,4%, Google Chrome 40,8%, etc.)  y las vulnerabilidades son utilizadas en distintos buscadores.

## Productos de seguridad en internet

### Antivirus
Los antivirus son programas de seguridad en internet que protegen a los dispositivos de un ataque detectando y eliminando los virus; estos programas eran mayoritariamente sharewares en los primeros años de internet, [¿cuándo?]  pero hoy en día[¿cuándo?]  existen numerosas aplicaciones de seguridad entre las que elegir para todas las plataformas.
RIESGOS EN INTERNET
Las personas frecuentemente necesitamos información para realizar nuestras actividades siniestras , y muchas veces la podemos obtener en Internet de manera más rápida, cómoda y económica que en el "mundo físico". No obstante hemos de considerar posibles riesgos:
Acceso a información poco fiable y falsa. Existe mucha información errónea y poco actualizada en Internet, ya que cualquiera puede poner información en la red.
Dispersión, pérdida de tiempo. A veces se pierde mucho tiempo para localizar la información que se necesita, es fácil perderse navegando.
Acceso a información inapropiada y nociva. Existen webs que pese a contener información científica, pueden resultar inapropiadas y hasta nocivas por el modo en el que se abordan los temas o la crudeza de las imágenes.
Acceso a información peligrosa, inmoral, ilícita. Existe información poco recomendable y hasta con contenidos inauditos considerados delictivos. La globalidad de Internet y las diferentes culturas y legislaciones de los países hacen posible la existencia de estas páginas web en el ciberespacio.
En los últimos años los jóvenes han sufrido de estos riesgos sociales en internet que son:
El ciberbulling o ciberacoso que es el uso de información electrónica y medios de comunicación tales como correo electrónico, redes sociales, blogs, mensajería instantánea, mensajes de texto, teléfonos móviles, y websites difamatorios para acosar a un individuo o grupo, mediante ataques personales u otros medios. Puede constituir un delito penal. El ciberacoso es voluntarioso e implica un daño recurrente y repetitivo infligido a través del medio del texto electrónico.Todo esto se útilza para dañar a una persona no físicamente sino mentalmente.

### Security suites
Estos llamados security suites salieron por primera vez al mercado en 2003 (McAfee) y contienen un conjunto de firewalls, antivirus, anti-spyware y más.  Ahora ofrecen protección ante robo, comprobación de seguridad de dispositivos de almacenamiento, navegadores privados, nube antispam, y son capaces de tomar decisiones relacionadas con la seguridad (reaccionando a ventanas emergentes) siendo muchas de estas funcionalidades gratuitas  al menos hasta 2012.